# Roy Stuart (acteur)
Pour les articles homonymes, voir Roy Stuart et Stuart.
Roy Stuart (17 juillet 1927 à New York - 25 décembre 2005 à Woodland Hills) est un acteur américain  principalement connu pour avoir interprété le rôle du Caporal Chuck Boyle dans la sitcom des années 1960 Gomer Pyle, UMSC.

## Biographie
Il fait aussi plusieurs apparitions remarquées dans des séries comme Monsieur Ed, le cheval qui parle, Ma sorcière bien-aimée, Hôpital central, Les Craquantes, Mama's Family et plusieurs autres. On le verra aussi dans des productions présentées à Broadway, quelques films et plus d’une centaine de commerciaux télévisés depuis le début des années 1970.
Ses dernières apparitions sont dans les productions de Theater Forty : Absurd Person Singular et Sunshine Boys.
Il a collaboré à différents scénarios et comédies musicales telles que Elijah, Who Kidnapped What's His Name? et Home Away from Home.
Roy Stuart est membre de Theater West, Theater Forty et the Academy of Television Arts and Sciences.
Il survit auprès de son ami, Claude Hubert.